# 献公 (斉)
献公（けんこう、？ - 紀元前851年）は、斉（姜斉）の第7代君主。哀公の同母弟。

## 生涯
胡公が営丘より薄姑（臨淄の西北50里）に遷都したことに反対し、徒党と共に営丘の民を率いて胡公を殺害し、自ら立って斉君となった（斉のクーデター）。
献公元年（前859年）、献公は胡公の子をことごとく放逐し、都を臨淄（営丘）に遷して斉を統治した。
献公9年（前851年）、献公が薨去し、子の姜寿が立って斉君（武公）となった。

## 参考資料
- 史記（繁体字中国語）（斉太公世家第二）